# Klöden
Klöden is een plaats en voormalige gemeente in de Duitse deelstaat Saksen-Anhalt en maakt deel uit van de gemeente Jessen (Elster) in de Landkreis Wittenberg.
Klöden telt 619 inwoners.